# Helvella albipes
Helvella albipes är en svampart som beskrevs av Fuckel 1870. Helvella albipes ingår i släktet Helvella och familjen Helvellaceae.   Inga underarter finns listade i Catalogue of Life.